# Wollenrade
Wollenrade gehört zur Ortschaft Flessau und ist ein Ortsteil der kreisangehörigen Hansestadt Osterburg (Altmark) im Landkreis Stendal in Sachsen-Anhalt.

## Geographie
Wollenrade, ein Straßendorf mit Kirche, liegt 3 Kilometer südwestlich von Flessau und 9½ Kilometer südöstlich von Osterburg in der Altmark.
Nachbarorte sind Schönebeck und Späningen im Westen, Natterheide im Nordwesten, Flessau im Nordosten, Klein Ballerstedt und Ballerstedt im Osten, Grävenitz im Südosten, Schorstedt im Süden und Möllenbeck im Südwesten.

## Geschichte

### Mittelalter bis Neuzeit
Die erste Erwähnung des Dorfes Wollenrade stammt aus dem Jahre 1279 als in villa Woldenrodhe, als die Markgrafen Johann II., Otto IV. und Konrad der Stendaler Nikolaikirche jährliche Einkünfte aus 5 Wispel Roggen verkauften. Weitere Nennungen sind 1336 In villa woldenrode, 1375 im Landbuch der Mark Brandenburg Woldenrode, 1541 Woldenrade und 1804 Dorf und Gut Wollenrade.

### Rittergut Wollenrade
In der Nähe der Kirche steht ein, vermutlich aus dem späten 18. oder frühen 19. Jahrhundert stammendes, ehemaliges Gutshaus. Umfangreichen Gutsbesitz im Ort hatte die Familie von Vollenschier bis zu ihrem Erlöschen im Jahre 1626. Anschließend kauften die von Bertkow Güter im Ort. Nach deren Konkurs kaufte 1745 der Historiker Philipp Wilhelm Gercken eines der Güter und lebte bis 1761 dort. Hier begann er die Arbeit an der brandenburgischen Urkundensammlung Codex diplomaticus Brandenburgensis. 1768 verkaufte er sein Gut an die von Alvensleben. Gegen Ende des 18. Jahrhunderts war die Familie von Frosch in Besitz des inzwischen vereinigten Gutes, das 1810 bis 1820 die Benkendorf besaßen. 1820 war dann das Rittergut schon dismembriert, ein kleiner Teil war beim Restgut verblieben, der größte Teil war von den Bauern des Dorfes aufgekauft worden.

### Eingemeindungen
Dorf und Gut gehörten bis 1807 zum Stendalschen Kreis, danach bis 1813 zum Landkanton Osterburg im Königreich Westphalen, ab 1816 kamen beide in den Kreis Osterburg, den späteren Landkreis Osterburg in der preußischen Provinz Sachsen.
Am 25. Juli 1952 wurde die Gemeinde Wollenrade in den Kreis Osterburg umgegliedert. Am 1. Juni 1973 wurde die Gemeinde Wollenrade in die Gemeinde Flessau eingemeindet.
Am 1. Juli 2009 erfolgte der Zusammenschluss der Gemeinde Flessau mit anderen Gemeinden zur neuen Einheitsgemeinde Hansestadt Osterburg (Altmark).
Der Ortsteil Wollenrade kam dadurch zur neuen Ortschaft Flessau und zur Hansestadt Osterburg (Altmark).

### Einwohnerentwicklung
| Jahr            | 1734 | 1772 | 1790 | 1798 | 1801 | 1818 |
| Dorf Wollenrade | 97   | 113  | 86   | 115  | 144  | 133  |
| Gut Wollenrade  |      |      | 030  | 029  |      |      |

| Jahr | Einwohner |
| ---- | --------- |
| 1840 | 132       |
| 1854 | [00]136   |
| 1864 | 143       |
| 1871 | 157       |
| 1885 | 157       |
| 1892 | [00]166   |

| Jahr | Einwohner |
| ---- | --------- |
| 1895 | 186       |
| 1900 | [00]165   |
| 1905 | 162       |
| 1910 | [00]185   |
| 1925 | 183       |
| 1936 | [00]171   |

| Jahr | Einwohner |
| ---- | --------- |
| 1939 | 165       |
| 1946 | 258       |
| 1964 | 175       |
| 1971 | 134       |
| 2011 | [00]075   |
| 2012 | [00]069   |

| Jahr | Einwohner |
| ---- | --------- |
| 2018 | [00]62    |
| 2019 | [00]64    |
| 2020 | [00]62    |
| 2021 | [00]62    |
| 2022 | [0]62     |
| 2023 | [0]64     |

Quelle, wenn nicht angegeben, bis 1971:

## Religion
Die evangelische Kirchengemeinde Wollenrade, die früher zur Pfarrei Späningen bei Meßdorf gehörte, wird heute betreut vom Pfarrbereich Bismark im Kirchenkreis Stendal im Bischofssprengel Magdeburg der Evangelischen Kirche in Mitteldeutschland.
Ernst Machholz meinte 1925, dass die ältesten überlieferten Kirchenbücher für Wollenrade aus dem Jahre 1669 stammen. Ernst Haetge gibt im Jahre 1938 das Jahr 1699 als das der ersten Überlieferung an.
Die katholischen Christen gehören zur Pfarrei St. Anna in Stendal im Dekanat Stendal im Bistum Magdeburg.

## Kultur und Sehenswürdigkeiten
- Die evangelische Dorfkirche Wollenrade, ein dreiteiliger Feldsteinbau, errichtet in der ersten Hälfte des 13. Jahrhunderts, wurde 1737 umgebaut. Die Wände von Chor und Schiff wurden erhöht.[25] Das von einigen Autoren angegebene Weihejahr 1230 ist nicht urkundlich belegt.
- Der Ortsfriedhof ist auf dem Kirchhof.
- Der Distanzstein am nördlichen Dorfeingang steht unter Denkmalschutz.

## Persönlichkeit
- Philipp Wilhelm Gercken (1722–1791), deutscher Historiker und Heraldiker, lebte 1745 bis 1761 auf seinem Gut in Wollenrade[13]